# Consummatum est (Gérôme)
Consummatum est es un cuadro del pintor francés Jean-Léon Gérôme (1824-1904), realizado en 1867, que se encuentra en el Museo de Orsay de París, Francia.
El título alude a las últimas palabras de Jesucristo pronunciadas poco antes de expirar según cita el Evangelio de Juan según la Vulgata. La frase Consummatum est es una locución latina que significa literalmente se acabó todo, todo está cumplido, donde Jesús alude a que ha cumplido con la voluntad divina.
En la obra se representa el Gólgota, lugar de la muerte de Cristo según la Biblia, donde solo se percibe la sombra de los tres ejecutados, Jesús, el Buen Ladrón y el Mal Ladrón, un paisaje bajo un cielo tormentoso y la ciudad de Jerusalén al fondo.
El inusual modo de abordar el tema le valió al pintor las más crudas críticas de su carrera.